# Alexander von Oppeln-Bronikowski

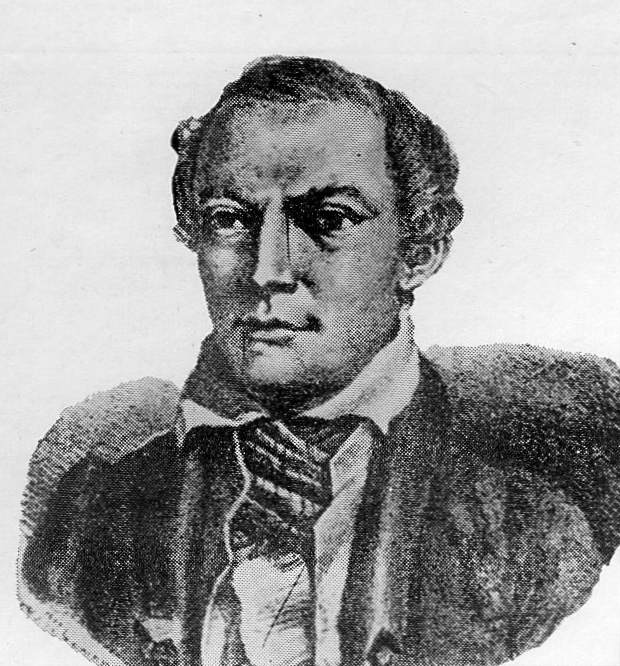
Alexander von Oppeln-Bronikowski (um 1830)

Alexander August Ferdinand von Oppeln-Bronikowski (Pseudonym: A.Fd. von Oppeln, * 28. Februar 1784 in Dresden; † 21. Januar 1834 ebenda) war ein preußischer und polnischer Militär, deutscher Schriftsteller und Verfasser von Geschichtsromanen. 

## Leben
Bronikowski stammte aus dem sehr verzweigten deutsch-polnischen Adelsgeschlecht Oppeln-Bronikowski, das in Großpolen, der Neumark und Westpreußen begütert war. Sein Vater Johann Peter Friedrich, verheiratet mit Christine Karoline Wilhelmine von Thiele aus einer alten sächsischen Adelsfamilie, besaß ein kleines Gut in Großpolen. Im jungen Alter trat jener in die kursächsische Armee ein, während des Siebenjährigen Krieges war er schon Oberst der kursächsischen Garde, nach der Beendigung des Kriegs kehrte er zunächst nach Polen zurück und war unter anderem in der Thorner Konföderation der polnischen Protestanten tätig. Im Jahre 1769 siedelte er nach Sachsen über und trat wieder in die sächsische Armee ein, wo er allmählich den Grad eines General-Adjutanten des Kurfürsten erreichte.
Alexander erhielt den ersten Unterricht im elterlichen Heim, seine hochgebildete Mutter brachte ihm die Liebe zur Literatur bei. Im Alter von 15 Jahren trat er als Junker in die preußische Armee ein und war zunächst in Brieg stationiert, dann, schon als Leutnant, in Erfurt, Warschau (das damals zu Preußen gehörte) und zuletzt in Breslau. Während des Aufenthaltes in Erfurt gründete er zusammen mit einigen literaturinteressierten Offizierskollegen einen literarischen Zirkel und gab einen Almanach heraus, wo er einige Gedichte veröffentlichte.
Nach der Niederlage Preußens in der Schlacht bei Jena wurde Bronikowski aus der preußischen Armee entlassen und zog nach Prag und später nach Dresden. Im Jahre 1809 trat er als Hauptmann in die Armee des Herzogtum Warschau ein und nahm unter anderem am russischen Feldzug Napoleons im Jahre 1812 teil, bei welchem er für seinen Einsatz den Orden eines Ritters der Ehrenlegion erhielt. 
Nach dem Fall Napoleons setzte Bronikowski seine militärische Karriere fort, diesmal in der Armee Kongresspolens, in die er 1815 eintrat. 1817 wurde er zum Major befördert und lebte bis 1823 in Warschau, wo er rege Kontakte mit den dortigen Literaten pflegte und seine Kenntnisse der polnischen Sprache verbesserte. Im Jahre 1823 bat er um Abschied aus der polnischen Armee, verließ Warschau und kehrte nach Dresden zurück, wo er (mit einem Zwischenaufenthalt in Halberstadt) bis zu seinem Tod 1834 lebte. Er wurde auf dem Johanniskirchhof beigesetzt; sein Grab ist nicht erhalten.
Alexander von Oppeln-Bronikowski debütierte 1825 mit ein paar Erzählungen, die in der Dresdner Abend-Zeitung veröffentlicht wurden. Im selben Jahre erschien auch sein erster großer, vierbändiger historischer Roman Hippolyt Boratynski, in welchem er das Schicksal der polnischen Königin Barbara Radziwiłł, Gemahlin des letzten Jagellonen-Königs Sigismund II. August beschrieb. Der Roman wurde zu einem großen Erfolg und erlebte mehrere Neuauflagen und Übertragungen in fremde Sprachen. Bis zu seinem Tode schuf Bronikowski noch zwanzig historische Romane, in denen er sich vornehmlich mit der polnischen Geschichte und polnischen Legenden befasste. In seinem Œuvre stand er unter dem Einfluss Walter Scotts, war aber sorgfältiger als der große Schotte, wenn es um historische Wahrheit und Details ging. Heute beinahe völlig vergessen, war Bronikowski einer der meistgelesenen Autoren des frühen 19. Jahrhunderts und genoss europäischen Ruhm durch Übersetzungen seiner Werke in die meisten europäischen Sprachen.

## Schriften (Auswahl)
- Hippolyt Boratynski. (1825–1826)
- Kasimir, der große Piast. (1826)
- Der gallische Kerker. Arnold, Dresden und Leipzig 1827. (Digitalisat Erster Theil), (Zweiter Theil)
- Das Schloss am Eberfluss. (1827)
- Der Mäusethurm am Goplo-See. (1827)
- Die Geschichte Polens von den ältsten Zeiten bis auf unsre Tage. Hilscher, Dresden 1827 (Digitalisat 1. Bändchen), (Zweites Bändchen), (Drittes Bändchen), (Viertes Bändchen)
- Der Grimmenstein. Erzählung. (1828)
- Olgierd und Olga oder Polen im ersten Jahrhundert. 5 Teile. (1828–1832)
- Die Frauen von Neidschütz. (1832)
- Die Frauen von Koniecpolski. (1832)
- Polen im 17. Jahrhundert oder Johannes III. Sobiesky und sein Hof. (1832)
- Schriften. Dresden und Leipzig 1825–1835, 21 Bände
- Sammlung neuer Schriften. Halberstadt 1829–1834, 28 Bände